# 礒田凌平
礒田 凌平（いそだ りょうへい、1996年7月22日 - ）は、ジャパンラグビーリーグワンリコーブラックラムズ東京に所属するラグビー選手。

## プロフィール
- 大阪府池田市出身。
- ポジションはセンター(CTB)。
- 身長 178 cm、体重 88 kg
- ニックネームはりょーへい。
- 第1回セブンズアカデミー中学生トライアウトに参加したことがある[1]。

## 略歴
2015年、京都成章高校卒業後、立命館大学に入る。
2019年、立命館大学卒業後、リコーブラックラムズ(現・リコーブラックラムズ東京)に加入。
2020年2月15日にジャパンラグビートップリーグ第5節神戸製鋼コベルコスティーラーズ戦に先発出場で公式戦初出場を果たす。